# American Piano Company
Die American Piano Company oder kurz Ampico in East Rochester (N.Y.) war ein US-amerikanischer Hersteller von automatischen Klavieren hoher Qualität, ab 1913 auch von Reproduktions-Klavieren.

## Geschichte
Die American Piano Company wurde 1908 durch einen Zusammenschluss der Unternehmen Chickering and Sons aus Boston, Wm. Knabe & Co. aus Baltimore, sowie den Haines Brothers, Marshall and Wendell sowie Foster, Armstrong & Company (alle Rochester (New York)) gegründet.
Die Hauptaktivität dieses Unternehmens lag in den drei Anfangsjahrzehnten des 20. Jahrhunderts, vor der Zeit des Radios. Ampico hatte von Anfang an den Erfinder Charles Fuller Stoddard (1876–1958) engagiert, der die automatischen Spieleinrichtungen entwickelte und verbesserte (Reproduktionseinrichtung Ampico „A“ und die spätere „B“).
Die von Ampico hergestellten Klaviere wurden umgangssprachlich als Elektrische Klaviere bezeichnet, sind jedoch pneumatisch gesteuert. Das einzige elektrische Bauteil späterer Jahre war der Motor, der die Unterdruck (Saugluft) erzeugenden Bälge bewegte. Der falsche Sprachgebrauch elektrisch lässt sich darauf zurückführen, dass vor langen Jahrzehnten alles, was irgendwie automatisch ablief, so klassifiziert wurde; im Falle der pneumatischen Reproduktionsklaviere von Herstellern wie Ampico eine Fehlbenennung, zumal bei vielen automatischen Klavieren noch bis in die 1930er Jahre der Unterdruck durch Pedale erzeugt werden musste.
Neben dem Betrieb mittels der Notenrollen ist auch der Betrieb eines Ampico-Pianos als normales Klavier möglich, und dieses auch im Mischbetrieb: ein Pianist kann zusätzlich zu den automatisch gespielten Tasten weitere Tasten anschlagen. Die Unterdruck-Aktoren verhindern normales Piano-Spiel nicht und arbeiten neben der normalen Tasten-Betätigung.
Das von Ampico benutzte Aufzeichnungsformat der Notenrollen mit der Steuerung von 88 Tasten ist das häufigst verwendete Format gemäß der sogenannten Buffalo Convention von 1909. Die Häufigkeit der verkauften Instrumente und der Notenrollen erlauben es auch heutzutage noch, diese Musik zu genießen. Originalinstrumente von Ampico sind in Europa sehr selten, da der Hauptmarkt die USA waren. Spätestens 1929 war AMPICO in erheblichen wirtschaftlichen Schwierigkeiten und wurde 1932 von der Aeolian Company übernommen.